# Gonanticlea occlusata
Gonanticlea occlusata är en fjärilsart som beskrevs av Felder 1875. Gonanticlea occlusata ingår i släktet Gonanticlea och familjen mätare. Inga underarter finns listade i Catalogue of Life.